# Alsophis sibonius
Alsophis sibonius, numit și dominican racer sau  cal de curse dominican este o specie de șarpe endemic pe insula Dominica. 

## Descriere
Poate ajunge la aproape un metru în lungime. Se hrănește cu șopârle și rozătoare mici. Rareori mușcă oamenii, dar poate elibera o secreție urât mirositoare (deși inofensivă) cloaca atunci când este deranjată.

## Taxonomie
Împreună cu Alsophis manselli de la Montserrat, anterior a fost considerat o subspecie de Alsophis antillensis.